# Rondeau M382

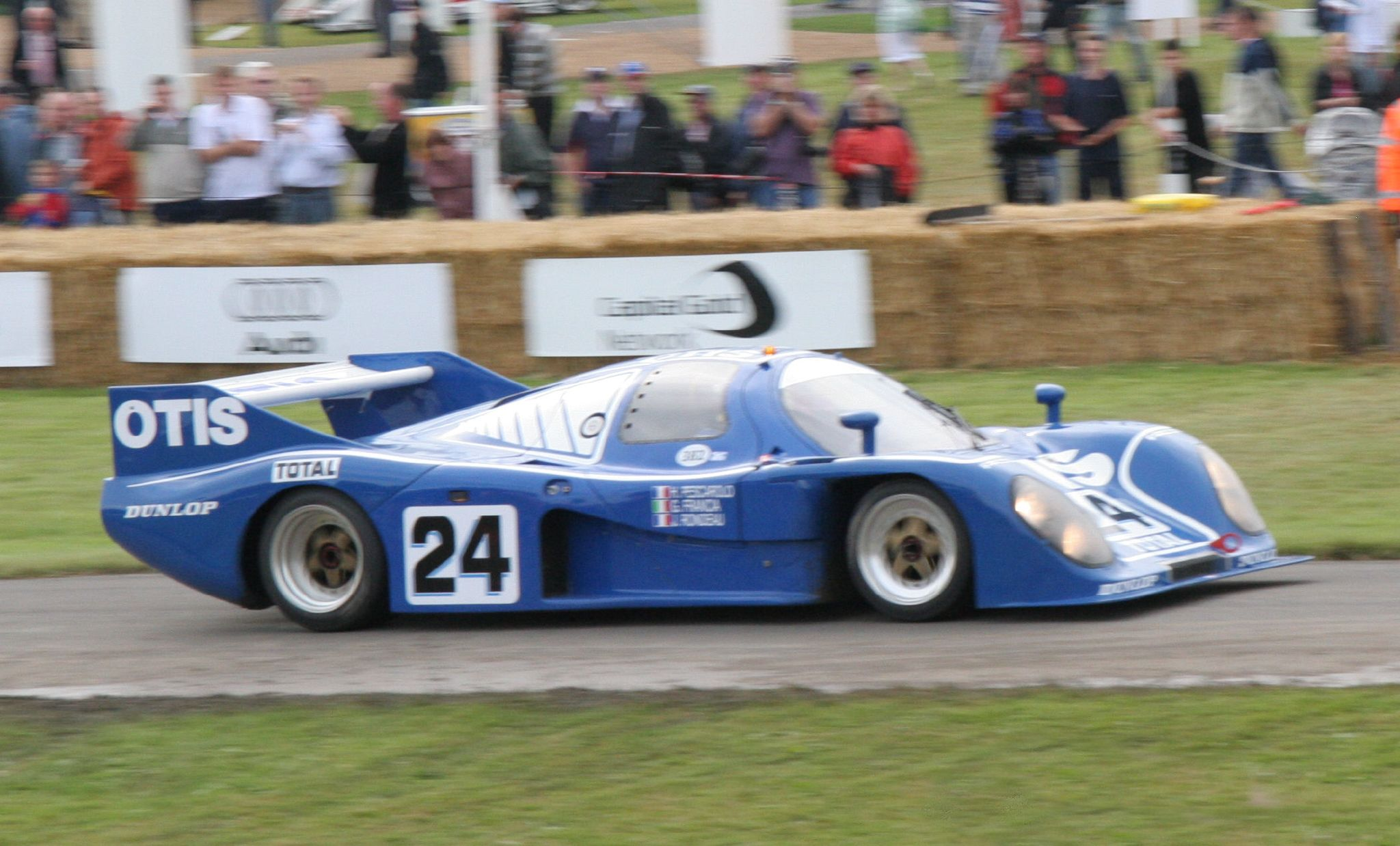
Ein Rondeau M382 beim Goodwood Festival of Speed 2007

Der Rondeau M382 war ein Sportwagen-Prototyp, der 1981 bei Automobiles Jean Rondeau entwickelt wurde und von 1982 bis 1986 bei Sportwagenrennen zum Einsatz kam.

## Entwicklungsgeschichte und Technik
Der unter der Führung des französischen Rennfahrers und Rennwagenkonstrukteur entwickelte M382 war der erste Rondeau, der dem ab 1982 geltenden technischem Reglement der Gruppe C entsprach. Dennoch basierte der M382 weitestgehend auf dem bislang erfolgreichsten Rondeau, dem Modell M379, mit dem Jean Rondeau gemeinsam mit Jean-Pierre Jaussaud das 24-Stunden-Rennen von Le Mans 1980 gewinnen konnte. Dies hatte vor allem finanzielle Gründe, da die kleine Rennmannschaft aus Frankreich immer mit den Finanzmitteln haushalten musste. Erleichtert wurde die Situation im Herbst 1981 durch das Abschließen von Kaufverträgen über drei Chassis, die Anfang 1982 an drei Kundenteams ausgeliefert wurden.
Im Unterschied zum M379 hatte der M382 einen längeren Radstand, eine neue Hinterradaufhängung, größere Bremsen vorne und hinten, sowie ein aerodynamisch verbessertes Heck. In den Kundenwagen verbaute Rondeau den 3,3-Liter-DFLV8-Motor von Cosworth, der auch bei einigen Werkseinsätzen zum Einsatz kam. In Le Mans wurden die Werkswagen auf die leistungsstärkere 3,9-Liter-Version des DFL-Motors umgerüstet.

## Renngeschichte
Zu Beginn des Jahres 1982 waren vier Chassis fertiggestellt. Zwei Fahrzeuge – Fahrgestellnummern 001 und 002 – wurden nach Nordamerika ausgeliefert. Belcher Racing und Golden Eagle Racing setzten die Wagen in der IMSA-GTP-Serie ein. Fahrgestell 003 erwarb der französische Rennfahrer und Rennstallbesitzer Christian Bussi. Chassis 004 verblieb bei Rondeau.
Sein Renndebüt gab der M382 Ende Januar 1982 beim 24-Stunden-Rennen von Daytona. Die beiden Fahrzeuge kamen erst knapp vor der Rennveranstaltung in die USA, sodass den beiden Teams wenig Zeit für die Vorbereitung auf das Rennen und die Rennabstimmung blieb. So blieben beide Wagen weit hinter den Erwartungen zurück. Der von Golden Eagle Racing gemeldete und von Bill Knoll, Irv Hoerr und Skeeter McKitterick gefahrene Wagen erreichte nur die 13. Trainingszeit; der Belcher-Racing-M382, gefahren von Danny Sullivan, Gary Belcher und Hubert Phipps platzierte sich einen Rang dahinter. Beiden Wagen fehlten bei einer Pole-Position-Zeit von 1.43.891 mehr als neun Sekunden auf die schnellste Trainingszeit von Bobby Rahal auf einem March 82G. Im Rennen wurden beide Wagen wegen vieler technischer Unzulänglichkeiten immer wieder zu unplanmäßigen Aufenthalten an die Box gezwungen. Beide Fahrzeuge wurden zwar gewertet, waren bei Rennschluss aber nicht mehr im Rennen.
Völlig konträr zum Rennen in Daytona verlief das Renndebüt das M382 in Europa und der Sportwagen-Weltmeisterschaft 1982. Beim 1000-km-Rennen von Monza qualifizierte Henri Pescarolo den Werkswagen auf der Pole-Position und gewann mit Teamkollegen Giorgio Francia auch das Rennen.
Während die Rennerfolge in der IMSA-GTP-Serie so gut wie ausblieben – erst im Juli 1982 konnte Skeeter McKitterick mit dem dritten Gesamtrang beim 100-Meilen-Rennen von Sears Point einen M382 unter den ersten Drei platzieren – zählte der Werkswagen in der Sportwagen-Weltmeisterschaft zu den schnellsten und erfolgreichsten Fahrzeugen im Feld. Nach dem zweiten Gesamtrang beim 1000-km-Rennen am Nürburgring (am Steuer Henri Pescarolo und Rolf Stommelen), dem fünften Rang beim 6-Stunden-Rennen von Silverstone (Pescarolo und Gordon Spice) und dem fünften Gesamtrang beim 1000-km-Rennen von Spa-Francorchamps (François Migault und Spice) schien Rondeau der Gesamtsieg im Markenpokal der Sportwagen-Weltmeisterschaft sicher. Der neunte Gesamtrang des als Gruppe-B-Fahrzeug gemeldeten Porsche 930 von Fritz Müller und Georg Memminger beim 1000-km-Rennen am Nürburgring, bescherte Porsche nach einem Protest jedoch zusätzliche 15 Punkte und damit den Gesamtsieg in der Marken-Weltmeisterschaft. Ein Gegenprodest von Jean Rondeau blieb erfolglos, woraufhin der völlig verärgerte Franzose seinen werkseitigen Rückzug von der Sportwagen-Weltmeisterschaft sowohl als Teamchef auch als Fahrer bekanntgab.
Nur beim 24-Stunden-Rennen von Le Mans, wo 1982 und 1983 die Werkswagen ausfielen, ging Rondeau als Fahrer weiterhin an den Start.
1983 wurden neben dem völlig neu konzipierten M482 drei weitere Chassis aufgebaut und ausgeliefert. Die beste Platzierung eines M382 in den Folgejahren war der siebte Rang (Chassis 005) von Pierre Yver und Bernard de Dryver beim 1000-km-Rennen von Monza 1984.